# Mosquée rouge
La Mosquée rouge ou Lal Masjid (ourdou : لال مسجد, littéralement « Mosquée rouge ») est une mosquée sunnite située au Pakistan à Islamabad dans le quartier G6. 

## Historique
Le bâtiment avait été construit sur la demande de Mohammad Abdullah (du mouvement Deobandi) en 1965. Son influence s'est fortement accrue sous la présidence de Muhammad Zia-ul-Haq qui pratique une politique de réislamisation vigoureuse, notamment après l'invasion de l'Afghanistan en 1979. Sous la direction de Mohammad Abdullah, la mosquée devient un lieu central du jihad.
Jusqu'en 2007, cette institution était dirigée par les deux fils de Muhammad Abdullah Ghazi (en) (lui-même assassiné en 1998) : Abdul Aziz Ghazi, principal responsable, et Abdul Rashid Ghazi. La mosquée, construite en briques rouges (d'où elle tire son nom), abritait alors deux madrassas, l'une pour les hommes et l'autre pour les femmes. Les deux madrassas comptaient dans leur ensemble environ 9 000 étudiants âgés de 10 à 20 ans, dont près de la moitié étaient des jeunes femmes.

### Événements de 2007
Dès début 2007, cette mosquée est le siège et la source de tensions très vives entre les islamistes radicaux, proches d'Al-Qaïda, qui y sont installés, et le gouvernement. Des actions spectaculaires (autodafé, émission de fatwa contre une ministre, etc.) et violentes (séquestration et violences sur des personnes ayant un comportement jugé « immoral », enlèvement de sept ressortissants chinois), étaient menées depuis cette mosquée. L'objectif ultime étant l'instauration de la charia au Pakistan.
La tension franchit un seuil en juillet 2007, des armes sont volées par des étudiants de la mosquée à des agents de sécurité. Par la suite, le président pakistanais, le général Pervez Musharraf, prend la décision de lancer une opération militaire contre les occupants de la mosquée et des madrassas, qui incluent alors des hommes, des femmes et des enfants,,,. Méfiant vis-à-vis de l'ISI, les services de renseignement, il écarte ceux-ci de l'opération au profit du Military intelligence.
L'assaut a duré deux jours et fait une centaine de victimes. Abdul Aziz Ghazi, un des dirigeants, a été arrêté le 4 juillet 2007 alors qu'il essayait de fuir,.
Pendant plusieurs jours de face-à-face et d'affrontements sporadiques, des tentatives de conciliations de la part du gouvernement ou des délégations religieuses d'oulémas locaux ont eu lieu. Les derniers assiégés refusent de se rendre et annoncent être prêts à se battre « jusqu'au martyre » et indiquent que de nombreux femmes et enfants sont restés avec eux « de leur plein gré ». Considérant ces femmes et ces enfants comme des boucliers humains, les autorités repoussent autant que possible l'assaut final, craignant un bain de sang.
L'assaut est donné par les militaires pakistanais le mardi 10 juillet 2007 à l'aube. Ils ont dû procéder avec précaution en raison du risque pour les otages et ont rencontré une forte résistance. Abdul Rashid Ghazi, second dirigeant de la mosquée, a été tué lors de l'assaut final. 
À la suite de l'attaque, le numéro 2 d'al-Qaida, Ayman al-Zawahiri, a appelé les musulmans pakistanais à la vengeance et à la guerre sainte.